# Chad Haga
Pour les articles homonymes, voir Haga.
Chad Haga (né le 26 août 1988 à McKinney au Texas) est un coureur cycliste américain, professionnel de 2011 à 2023. Il a notamment remporté une étape du Tour d'Italie 2019.

## Biographie
Né à McKinney (Texas), Chad Haga fréquente l'université A&M du Texas où il obtient sa licence en génie mécanique en 2010. Il devient professionnel en août 2011 au sein de l'équipe Kelly Benefit Strategies-OptumHealth.
En 2013, il finit troisième du classement individuel du National Racing Calendar : il y remporte la Joe Martin Stage Race, et gagne une étape du Tour of Elk Grove ainsi que de la Redlands Bicycle Classic, dont il prend la deuxième finale. Durant cette saison, il est également deuxième du Tour de l'Alentejo, cinquième du championnat des États-Unis du contre-la-montre et dixième du Tour de Californie. Il dispute le championnat du monde du contre-la-montre par équipes de marques avec Optum-Kelly Benefit Strategies, qui prend la 23e place.
En 2014, il est recruté par l'équipe World Tour néerlandaise Giant-Shimano.
Fin 2015, il prolonge son contrat avec la formation Giant-Alpecin.
Le 23 janvier 2016, lors d'un stage avec son équipe en Espagne, lui et cinq de ses coéquipiers sont violemment percutés par une conductrice anglaise qui roulait sur le mauvais côté de la route. Il est le plus gravement touché des coureurs. Victime d'une fracture du plancher de l'orbite, il reçoit 96 points de suture, dont 88 au niveau du cou.
Le 2 juin 2019, il remporte le contre-la-montre final du tour d'Italie 2019 à Vérone devant Victor Campenaerts et Thomas De Gendt, sa première victoire dans un grand tour.
En avril 2021, il participe à l'Amstel Gold Race, où il est membre de l'échappée du jour.
Il met un terme à sa carrière à l'issue de la saison 2023.

## Palmarès
- 2011
  - Prologue de la Mount Hood Classic
  - 3e du Tour of Elk Grove
- 2012
  - Prologue de la Cascade Classic
- 2013
  - 1re étape de la Redlands Bicycle Classic (contre-la-montre)
  - Classement général de la Joe Martin Stage Race
  - 1re étape du Tour of Elk Grove
  - 2e du Tour de l'Alentejo
  - 2e de la Redlands Bicycle Classic
  - 3e de l'USA National Racing Calendar
- 2017
  - Mount Evans Hill Climb
- 2018
  - 2e du championnat des États-Unis du contre-la-montre
  -  Médaillé d'argent au championnat du monde du contre-la-montre par équipes
- 2019
  - 21e étape du Tour d'Italie (contre-la-montre)
- 2021
  - 2e du championnat des États-Unis du contre-la-montre

## Résultats sur les grands tours

### Tour de France
2 participations
- 2018 : 72e
- 2019 : 134e

### Tour d'Italie
6 participations
- 2015 : 99e
- 2016 : 78e
- 2017 : 82e
- 2018 : 71e
- 2019 : 105e, vainqueur de la 21e étape (contre-la-montre)
- 2020 : 69e

### Tour d'Espagne
4 participations
- 2014 : 73e
- 2016 : 76e
- 2017 : 98e
- 2021 : 113e

## Classements mondiaux
| Année                                 | 2011 | 2012 | 2013 | 2014 | 2015 | 2016  | 2017  | 2018 | 2019 | 2020 | 2021 | 2022  |
| ------------------------------------- | ---- | ---- | ---- | ---- | ---- | ----- | ----- | ---- | ---- | ---- | ---- | ----- |
| UCI World Tour                        |      |      |      | nc   | nc   | 231e  | 422e  | 418e |      |      |      |       |
| Classement mondial                    |      |      |      |      |      | 2297e | 2650e | 717e | 652e | 370e | 762e | 1873e |
| UCI Europe Tour                       | nc   | nc   | 355e |      |      | 1531e | nc    | nc   |      |      |      |       |
| UCI Asia Tour                         | nc   | nc   | nc   |      |      | nc    | nc    | 447e |      |      |      |       |
| UCI America Tour                      | 147e | 393e | 44e  |      |      | nc    | nc    | 162e | 72e  | 27e  | 83e  | 294e  |
|                                       |      |      |      |      |      |       |       |      |      |      |      |       |
| Légende : nc = non classéSource : UCI |      |      |      |      |      |       |       |      |      |      |      |       |